# The Dangers in My Heart
The Dangers in My Heart (яп. 僕の心のヤバイやつ Боку но кокоро но ябай яцу, «Угрозы в моём сердце»), также кратко Bokuyaba (яп. 僕ヤバ Бокуяба) — манга, написанная и проиллюстрированная Норио Сакураи. Начала публиковаться в журнале Shonen Champion издательства Akita Shoten в марте 2018 года, после чего публикация манги была перенесена сначала на веб-сайт Champion Cross, затем на Manga Cross, а позже — на перезапущенный Champion Cross. По состоянию на июнь 2025 года издана в двенадцати томах-танкобонах. Студией Shin-Ei Animation манга адаптирована в формат аниме-сериала, трансляция которого проходила с апреля по июнь 2023 года. Второй сезон аниме-сериала транслировался с января по март 2024 года.

## Сюжет
Кётаро Итикава — озлобленный и замкнутый в себе ученик средней школы, живущий в районе Сэндзоку, токийского округа Мэгуро, фантазирующий об убийстве своих популярных одноклассников, часто читает энциклопедию убийств и изучает анатомию человека, а его главной целью является школьный идол Анна Ямада. Однако, когда он замечает, что Анна по-своему довольно необычна, и когда она становится всё более дружелюбной по отношению к Кётаро, он постепенно привязывается к ней, и они начинают сближаться.

## Персонажи
Кётаро Итикава (яп. 市川 京太郎 Итикава Кё:таро:)
Сэйю: Сюн Хориэ
В начальной школе Кётаро считался одним из лучших учеников, получая многочисленные награды на научных выставках и олимпиадах, особенно его интересовала тема психики правонарушителей: убийц, маньяков, участников ДТП. Однако он провалил экзамены по поступлению в частную среднюю школу, которые сдавал вместе с двумя своими друзьями, это привело к тому, что он замкнулся в себе и потерял уверенность в своих силах. Увлечение мрачными темами убийств, стало его способом изоляции от других учеников в классе. В реальности Кётаро является добрым и отзывчивым человеком, и начав общаться со своей одноклассницей Анной, постепенно начал открываться для неё и других людей. Несмотря на то, что Итикаве порой трудно выразить свои мысли, он наблюдателен и решителен, без колебаний приходя на помощь Анне в любой ситуации. Кётаро быстро понял, что его фантазии об убийстве Анны, на самом деле являются любовью к ней, но долго не мог поверить, что и она может испытывать к нему какие-либо чувства, несмотря на то, что видел и даже правильно интерпретировал её поступки. Во время школьной поездки в Киото, в начале последнего класса средней школы, Кётаро признался Анне в любви и они стали встречаться.
Анна Ямада (яп. 山田 杏奈 Ямада Анна)
Сэйю: Хина Ёмия
Считающаяся первой красавицей школы, Анна — не по годам высокая девочка, которая уже в начальной школе стала профессиональной моделью и актрисой. Ямада очень непосредственная и открытая, всегда собирающая вокруг себя компанию подруг. Из-за её красоты к ней постоянно пристают мальчики, в том числе и из старших классов, поэтому её подруги стараются отгонять от неё назойливых парней. В детстве Ямада пробовала себя в разных областях, от бальных танцев до игры на пианино, но бросала занятия из-за того, что начинала завидовать успехам других, не сумев их превзойти, и смогла найти себя только став моделью. Анне очень нравится её работа, но второй её главной страстью является поедание различных сладостей и снэков, которые она поглощает в огромных количествах. Из-за аллергии на снэки у Кобаяси, она не могла есть их вместе со своими подругами, поэтому начала приходить для этого в школьную библиотеку, пустующую во время обеденного перерыва, где и начала встречать Итикаву и общаться с ним. После того, как Кётаро сбросил свой велосипед в реку, отвлекая Харую Нандзё от Ямады, и объяснил это тем, что он перепутал педаль тормоза и газа, она назвала его «забавным», что являлось для неё очень высокой оценкой. Постепенно узнавая Кётаро всё лучше, она начала испытывать к нему интерес, а затем и любовь.
Тихиро Кобаяси (яп. 小林 ちひろ Кобаяси Тихиро)
Сэйю: Аяка Асаи
Лучшая подруга Анны, которую Кётаро про себя называл «парнем Ямады». Несмотря на низкий рост, Тихиро является капитаном школьной баскетбольной команды и обладает недюжинной физической силой. Согласно Ямаде и её собственным словам, Кобаяси не интересуется романтическими отношениями, однако когда Нандзё сделал вид, что заинтересовался ею, чтобы заманить к себе в гости Ямаду, то Тихиро мгновенно заглотила наживку. Наивность Кобаяси, особенно в отношении романа Ямады и Итикавы, является одним из постоянных гэгов сюжета. Училась с Итикавой в одной начальной школе.
Моэко Сэкинэ (яп. 関根 萌子 Сэкинэ Моэко)
Сэйю: Мэгуми Хан
Одна из близких подруг Анны, гяру. Единственная из подруг, кто активно интересуется мальчиками, из-за чего Кётаро изначально был о ней невысокого мнения. Несмотря на стереотипы о гяру, Моэко на самом деле одна из лучших учениц школы, пятая на потоке во время второго года обучения. Моэко стала первым, после Ямады, настоящим другом Кётаро в средней школе, она первая узнала о его чувствах к Ямаде и была первой из друзей, кому они рассказали о том, что стали парой. Моэко любит плохих мальчиков, и любит подтрунивать над Кётаро. Ямада нередко ревнует Кётаро к Моэко, так как те, на её взгляд, слишком близки: Сэкинэ единственная девочка, кроме Анны, с которой Кётаро периодически общается через LINE, кроме того они оба являются лучшими учениками школы по успевамости, и однажды Моэко прикинулась девушкой Итикавы, чтобы обмануть мать Ямады.
Сэрина Ёсида (яп. 吉田 芹那 Ёсида Сэрина)
Сэйю: Ацуми Танэдзаки
Близкая подруга Анны, Сэрина обычно спокойная девочка, выходящая из себя, когда кто-то ведёт себя глупо с её точки зрения или угрожает её друзьям. Считается немного хулиганкой, любит уличный стиль. Относится к Кётаро с некоторой настороженностью, но принимает его, понимая, что он нравится Ямаде. Очень наблюдательна, например Сэрина определила, что Итикава не в первый раз посещает квартиру Анны, заметив, что тот выбрал нужный этаж в лифте и безошибочно ориентировался в квартире во время их совместного приготовления сладостей перед Днем святого Валентина. Увлекается танцами.
Сё Адати (яп. 足立 翔 Адати Сё:)
Сэйю: Нобухико Окамото
Одноклассник Итикавы и Ямады, ведет себя как типичный сексуально озабоченный подросток, открыто высказывая откровенно неприличные вещи, особенно в адрес Ямады, которая, по его словам, ему очень нравилась. Это привело его к соперничеству с Кётаро, которое завершилась во время спортивного фестиваля, когда Адати признал поражение, и стал для Итикавы другом.
Кэнта Кандзаки (яп. 神崎 健太 Кандзаки Кэнта)
Сэйю: Гэн Сато
Одноклассник Итикавы и Ямады, состоит в бейсбольном клубе, и имеет хорошую успеваемость. Друг Адати и Оты, участвует вместе с ними в их неприличных затеях. Влюблен в Хару, начал встречаться с нею после школьной поездки в Киото.
Тикара Ота (яп. 太田 力 О:та Тикара)
Сэйю: Дзюн Фукусима
Друг Адати и Кандзаки, школьник, страдающий от избыточного веса.
Хонока Хара (яп. 原 穂乃香 Хара Хонока)
Сэйю: Аки Тоёсаки
Одноклассница Итикавы и Ямады во время второго года средней школы, полненькая девочка, которая переживает насчет своего веса и постоянно сидит на диетах, несмотря на то, что и Кандзаки, который ей нравится, и Ямада, убеждают её в том, что она привлекательна. Подружилась с Ямадой, на почве совместных обсуждений романтических отношений друг друга, пригласила Ямаду и Кётаро на двойное свидание с ней и Кандзаки.
Кана Итикава (яп. 市川 香菜 Итикава Кана)
Сэйю: Юкари Тамура
Старшая сестра Кётаро, студентка престижного Университета Васэда. Очень любит своего брата, но не упускает возможности поучаствовать в устройстве его личной жизни. Узнав об отношениях своего брата и Ямады, Кана сперва не поверила в это, но потом быстро подружилась с Анной, и стала поддерживать их. Кётаро тоже любит свою сестру, и считает что они похожи друг на друга характером, но его обычно смущает и раздражает её вмешательство в его личные дела и он ведет себя с ней нарочито агрессивно, однако Кана не обижается на это.
Харуя Нандзё (яп. 南条 ハルヤ Нандзё: Харуя)
Сэйю: Нобунага Симадзаки
Старшеклассник, на год старше Итикавы и Ямады. Постоянно ходит на групповые свидания, окружен девушками, но влюблен в Ямаду и настойчиво ищет её внимания, несмотря на неоднократные отказы, за что Кётаро дал ему кличку Нанпай (буквально Семпай Пикапер). После выпускного делает последнюю попытку объясниться с Ямадой, но снова получает отказ.
Рин Канаоя (яп. 金生谷 倫 Канаоя Рин)
Сэйю: Ю Сэридзава
Одноклассница главных героев. Попала в лицо Ямады баскетбольным мячом, что разозлило Сэрину.
Маэда (яп. 前田先生 Маэда-сэнсэй)
Сэйю: Кэндзи Номура
Классный руководитель главных героев во время второго года средней школы. Учитель физкультуры, постоянно ходит в спортивной форме, одевая костюм только во время торжественных мероприятий. Был обеспокоен асоциальностью Итикавы, и обрадован, когда тот стал более общительным после начала дружбы с Ямадой. Видит в Итикаве большой потенциал, выбрал его как представителя второклассников, чтобы произнести речь на выпускном для старших классов средней школы. Не прочь подшутить над своими учениками, «забыв» добавить Кобаяси в списки классов третьего года из-за её выходок, после чего та чуть не решила, что осталась на второй год.
Мамия (яп. 間宮 Мамия)
Сэйю: Мадока Асахина
Подруга детства Харуи Нандзё, которая влюблена в него.
Санаэ Ямада (яп. 山田 さなえ Ямада Санаэ)
Сэйю: Юко Минагути
Мать Анны, красивая женщина, ростом ниже своей дочери. На людях ведёт себя строго с Анной, но на самом деле очень любит и балует её. Она одобряет увлечение Анны Кётаро, и не против того, чтобы они встречались, но также старается, чтобы дочь не теряла голову и не забывала о работе.
Юкина Ямада (яп. 山田 雪菜 Ямада Ю:кина)
Сэйю: Ёсимаса Хосоя
Отец Анны, очень высокий, молчаливый мужчина, работает шеф-поваром во французском ресторане. В свободное время любит играть в компьютерные игры. Хотя он немного ревнует свою дочь к Кётаро, но в целом относится к нему положительно, даже обменялся с ним игровыми идентификаторами, чтобы играть в игры вместе.
Вантаро (яп. わん太郎 Вантаро:)
Пёс Ямады, породы вельш-корги. Обладает озорным характером, что приводит к различным инцидентам, например он чуть не стянул штаны Кётаро, когда тот был у Анны дома. Знает команды «кругом», «сидеть», «лапу».
Мать Итикавы (яп. 市川母 Итикава Хаха)
Сэйю: Тинами Нисимура
Добродушная женщина, домохозяйка, но занимается подработкой. Впервые встретила Ямаду и её мать на родительском собрании.
Юринэ Хандзава (яп. 半沢 ユリネ Хандзава Юринэ)
Сэйю: Рэйна Уэда
Одноклассница Анны и Кётаро в третьем классе средней школы. Высокая и красивая девочка со светлыми волосами. Одноклассники считают её холодной и неприступной, но на самом дела она, подобно Анне, милая и неуклюжая. Училась вместе с Кобаяси в одном из классов начальной школы. Дружит с Канной.
Канна Андо (яп. 安堂 カンナ Андо: Канна)
Сэйю: Юка Игути
Одноклассница Анны и Кётаро в третьем классе средней школы, всегда носит маску. Канну очень интересуют любовные истории окружающих, поэтому узнав про возможное признание какой-либо парочки, она организует флешмоб, чтобы их подтолкнуть, обычно к большому смущению влюбленных. Из-за такой опасности Анне и Кётаро приходилось скрывать свою дружбу в школе, но когда во время школьной поездки Канна попыталась устроить флешмоб для Хары и Кандзаки, то Хара потребовала от Канны прекратить эту практику.
Нико Кода (яп. 香田 ニコ Ко:да Нико)
19-летняя модель, работающая в одном агентстве с Анной. Настолько восхищается ею, что превратилась в настоящего сталкера, при этом не имея никакого представления о реальном характере Анны. Старается держать дистанцию от Ямады, мотивируя это тем, что сталкеру нельзя быть слишком близко к предмету обожания, но постоянно пытается заполучить личную информацию Ямады от её друзей, к недовольству Кётаро, который очень жестко пресекает подобные попытки. Владеет летним домиком в Камакуре для получения налогового вычета.
Мория (яп. 守屋先生 Мория-сэнсэй)
Молодая учительница физкультуры, классный руководитель класса Ямады и Итикавы на третьем году обучения. Кётаро видит её типичной надоедливой физкультурницей, с излишним стремлением к соревновательности, но утверждает, что не испытывает к ней ненависти.

## Медиа

### Манга
Манга The Dangers in My Heart, написанная и проиллюстрированная Норио Сакураи, начала публиковаться 8 марта 2018 года в журнале Shonen Champion издательства Akita Shoten. 10 апреля 2018 года публикация манги была перенесена на веб-сайт Champion Cross. 10 июля 2018 года издательство объединило Champion Cross с Champion Tap! и запустило новый веб-сайт манги Manga Cross. После объединения веб-сайтов публикация манги продолжилась посредством Manga Cross, который был перезапущен в апреле 2024 года под названием Champion Cross. Всего по состоянию на июнь 2025 года было издано двенадцать томов-танкобонов манги.
В декабре 2020 года американское издательство Seven Seas Entertainment объявило о приобретении лицензии на публикацию манги на английском языке. 30 июля 2025 года о покупке лицензии на издание манги на русском языке объявило издательство «Истари комикс».
22 июля 2025 года на сайте Champion Cross началась публикация спин-оффа Boku no Kokoro no Yabai Yatsu: Love Comedy ga Hajimaranai (яп. 僕の心のヤバイやつ ラブコメディが始まらない Боку но кокоро но ябай яцу Рабу комэди га хадзимаранай, «Угрозы в моём сердце: Романтическая комедия не начнётся»), автором и иллюстратором которого выступит Хайка Нанасака. Сюжет будет посвящён Кане Итикаве, старшей сестре Кётаро.

#### Список томов
| №  | Дата публикации    | ISBN                                               |
| -- | ------------------ | -------------------------------------------------- |
| 01 | 7 декабря 2018 г.  | ISBN 978-4-2532-2615-8                             |
| 02 | 6 сентября 2019 г. | ISBN 978-4-2532-2616-5                             |
| 03 | 8 июня 2020 г.     | ISBN 978-4-2532-2617-2 ISBN 978-4-2532-2618-9 (СИ) |
| 04 | 8 февраля 2021 г.  | ISBN 978-4-2532-2619-6 ISBN 978-4-2532-2620-2 (СИ) |
| 05 | 8 июля 2021 г.     | ISBN 978-4-2532-2667-7 ISBN 978-4-2532-2666-0 (СИ) |
| 06 | 7 января 2022 г.   | ISBN 978-4-2532-2669-1 ISBN 978-4-2532-2668-4 (СИ) |
| 07 | 8 августа 2022 г.  | ISBN 978-4-2532-2684-4 ISBN 978-4-2532-2670-7 (СИ) |
| 08 | 8 марта 2023 г.    | ISBN 978-4-2532-2685-1 ISBN 978-4-2532-2967-8 (СИ) |
| 09 | 8 ноября 2023 г.   | ISBN 978-4-2532-2969-2 ISBN 978-4-2532-2968-5 (СИ) |
| 10 | 8 апреля 2024 г.   | ISBN 978-4-2532-8476-9 ISBN 978-4-2532-2970-8 (СИ) |
| 11 | 8 ноября 2024 г.   | ISBN 978-4-2532-8477-6 ISBN 978-4-2532-8478-3 (СИ) |
| 12 | 6 июня 2025 г.     | ISBN 978-4-2532-8480-6 ISBN 978-4-2532-8479-0 (СИ) |

### Аниме
Об адаптации манги в формат аниме-сериала было объявлено 2 августа 2022 года. Производством аниме-сериала занялась студия Shin-Ei Animation, режиссёром стал Хироаки Акаги, сценаристом — Дзюкки Ханада, дизайнером персонажей — Масато Кацумата, а композитором — Кэнсукэ Усио. Аниме-сериал транслировался со 2 апреля по 18 июня 2023 года в программном блоке NUMAnimation телеканала TV Asahi. Открывающая музыкальная тема аниме-сериала — «Shayo» (яп. 斜陽 Сяё:, «Заходящее солнце»), исполненная дуэтом Yorushika; закрывающая — «Su Sentimental» (яп. 数センチメンタル Су: сэнтимэнтару, «Немного сентиментальный»), исполненная Коханой Лам.
В день показа двенадцатой серии был анонсирован второй сезон, трансляция которого проходила с 7 января по 31 марта 2024 года. Открывающая музыкальная тема второго сезона — «Boku wa...» (яп. 僕は... Боку ва..., «Я...»), исполненная группой Atarayo; закрывающая — «Koi Shiteru Jibun Sura Aiserunda» (яп. 恋してる自分すら愛せるんだ Кой ситэру дзибун сура айсэрунда, «Я даже могу любить себя, когда влюблён»), исполненная Коханой Лам.
В Северной Америке аниме-сериал лицензирован компанией Sentai Filmworks и транслировался посредством сервиса HIDIVE. В Юго-Восточной Азии аниме-сериал транслировался в стриминговом сервисе Aniplus Asia. На территории России его лицензиатом выступил сервис «Амедиатека».
29 сентября 2024 года состоялся анонс фильма-компиляции, в который будут добавлены новые сцены. Его премьера состоится 13 февраля 2026 года.

#### Список серий первого сезона
| № общий | № в сезоне | Название                                                                         | Режиссёр            | Сценарист       | Дата премьеры     |
| --- | ---------- | -------------------------------------------------------------------------------- | ------------------- | --------------- | ----------------- |
| 01 | 01         | Меня ограбили «Боку ва убаварэта» (僕は奪われた)                                 | Хироки Имамура      | Хироки Имамура  | 2 апреля 2023 г.  |
| Кётаро фантазирует об убийстве своих одноклассников, в особенности своей одноклассницы Анны, недоступной красавицы и модели, которая снимается в модных журналах. Чтобы придать своим фантазиям оттенок реальности, он не расстается с резаком для бумаги, который считает орудием будущего убийства. Однако оказавшись с Анной один на один в библиотеке, Кётаро замечает что она ведет себя странно: ест снэки, при этом радуясь словно обезьянка. Оправдывая себя тем, что он ведет наблюдение за жертвой, Итикава начинает больше взаимодействовать с Анной и, сам того не замечая, пытается помогать ей, сперва одолжив ей своё «орудие убийства», чтобы она могла сделать газетные вырезки для домашнего задания, потом порезав свой плакат, чтобы отвлечь класс от заплакавшей Ямады, сыграв роль кошки, чтобы помочь Анне сблизить Кандзаки и Хару и купив журнал с её фотографиями, после того, как она, в поисках славы, распугала его возможных покупателей в книжном магазине. На следующий день по дороге в школу он встречает Ямаду и Нандзё, который настойчиво пытается получить контакт Анны в LINE, несмотря на её сопротивление. Когда Нандзё хватает Ямаду за руку, Кётаро не выдерживает и запускает свой велосипед под откос, отвлекая их. Итикава объясняет свой поступок тем, что он перепутал тормоз и газ, вызывая смех у Ямады. |            |                                                                                  |                     |                 |                   |
| 02 | 02         | Я умер «Боку ва синда» (僕は死んだ)                                              | Дали Чен            | Ёсиюки Сирахата | 9 апреля 2023 г.  |
| Анна приносит в библиотеку снэки, которые требуют добавления воды. Чтобы наполнить водой емкость для приготовления, она использует кран для питьевой воды, но торопясь успеть за перемену, она разливает воду, бегая между краном и библиотекой, и Кётаро приходится вытирать за ней. В бешенстве, Кётаро бежит в кабинет домоводства и берет там стакан для воды, но прибежав к крану, обнаружил что Ямада уже поедает приготовленный снэк. В жаркий день, Адати обсуждает со своей группой возможность увидеть нижнее бельё девочек, особенно Анны, через ставшие прозрачными от пота блузки, но когда он пытается воплотить свой план в жизнь, Кётаро отвлекает его, а после, в библиотеке, обнаруживает, что Ямада одела под одежду школьный купальник, вместо лифчика. Анна получает звонок от подруг, и прячется под столом, попросив Итикаву занять её место. Кётаро выполняет её просьбу, но её близость вызывает у него эрекцию. Появившаяся Тихиро садится напротив и объясняет Итикаве, что у неё аллергия на снэки, поэтому Анна ест в одиночестве, чтобы не навредить своей подруге. На культурном фестивале Анна замечает, что на могильном камне, который рисовали Хара и Итикава написана её фамилия. Опасаясь возможного конфликта между девочками, Кётаро берет вину на себя, но появившаяся Хара объясняет, что она просто использовала самые распространенные фамилии. Анна понимает, что Кётаро пытался защитить Хару и просит у него прощения. Когда фестиваль близится к завершению, Кётаро замечает, что Нандзё снова пытается составить Ямаде компанию, но её подруги отвлекают его, образуя вокруг неё живой щит. Итикава и Ямада оказываются одни в классе, где на полу расстелена огромная историческая карта их района. Они выясняют, что их дома находятся на расстоянии чуть больше километра, друг от друга. Неправильно истолковав его желание сделать фотографию карты, Анна забирает его телефон и делает совместное селфи. |            |                                                                                  |                     |                 |                   |
| 03 | 03         | Я хочу обнять тебя «Боку ва дакисимэтай» (僕は抱きしめたい)                      | Ёсиюки Сирахата     | Хироаки Ёсикава | 16 апреля 2023 г. |
| Кётаро начинает рисовать мангу в жанре темного фэнтези, воображая, что она будет настолько жестокой, что будет запрещена властями, при этом дизайн главной героини манги явно срисован с Анны, несмотря на отказ Кётаро признаться в этом даже самому себе. Позднее он попадает в медпункт с головной болью, и обнаруживает на соседней койке Ямаду, которая страдает от боли в животе. Он думает не является ли это шансом убить её, но проснувшаяся Ямада радуется тому, что на неё глядел её знакомый, а не кто-то неизвестный, и делится с ним таблеткой обезболивающего. Пока Кётаро решается запить или нет таблетку из кружки, из которой ранее пила Ямада, она уходит из медпункта, забыв свою спортивную куртку и конфеты. Вернувшаяся медсестра, бросает куртку Анны ему на лицо, попросив вернуть ей. В классе Адати и его компания пытаются при помощи косвенных вопросов выяснить, не мастурбируют ли девочки, что вызывает у Кётаро одновременно и отвращение и интерес. Адати передает ему сложенную записку, с просьбой передать её Ямаде. Решив, что Адати перешел от косвенных вопросов о мастурбации к прямым, и использует его в качестве прикрытия, Кётаро подменяет записку страницей с нарисованной героиней своей манги и передает её Ямаде, но в записке Адати была всего лишь просьба обменяться контактами в LINE. Затем Адати и его группа находят тест, который якобы определяет сексуальные предпочтения на основе положения рук при касании, и пытаются тайком заставить девочек пройти его, однако подруги Ямады раскрывают обман до того, как она успевает принять участие в тесте. В библиотеке Анна недосчитывается конфет и решив, что Итикава прячет их в руке, хватает его кулак сверху, что, согласно тесту Адати, является признаком предпочтения позы наездницы и доминирования в отношениях. Во время физкультуры класс играет в баскетбол, а Кётаро пытается понять, что происходит с его чувствами. Он замечает, что Ямада, остановившись во время игры, отвлеклась и наблюдает за ним, и в этот момент она получает удар баскетбольным мячом. Из-за сильного кровотечения Маэда и Кобаяси уводят Ямаду в медпункт, куда не выдержав, тайком пробирается и Кётаро. Он слышит как Ямада, плача, извиняется перед матерью за то, что не сможет участвовать в фотосъемках, которые были запланированы на следующий день и видит, как из её кармана выпадает его рисунок. Он осознает, что влюблен в Ямаду. На следующий день Ямаде с фиксирующей повязкой на носу приходится объяснять всем что случилось, а Тихиро, устав от этого пишет на повязке, что это был удар баскетбольным мячом. Ямада всё ещё переживает по поводу провала фотосъемки и постоянно плачет. Итикава, заметив что у неё кончились салфетки раскладывает свои в библиотеке, подписав их. |            |                                                                                  |                     |                 |                   |
| 04 | 04         | У меня болезнь сердца «Боку ва кокоро но ямай» (僕は心の病)                      | Пак Кёнсун          | Пак Кёнсун      | 23 апреля 2023 г. |
| Кётаро решает что любовь это душевная болезнь, которой он не собирается поддаваться. Анна приносит в библиотеку снэк, который надо размешивать в молоке, и Кётаро помогает ей приготовить его, для чего им приходится пробраться в лабораторный класс. Анна дает ему попробовать приготовленный снэк, зачерпнув немного при помощи его собственного пальца, но когда она начинает пить его сама, их замечает учитель, и она проливает остатки на себя. После выговора, во время классной уборки, Кётаро замечает что Канаоя пытается что-то сказать Ямаде, но не решается. После вмешательства Сэрины, Кётаро понимает, что Канаоя была той, кто бросила злополучный мяч и она пытается извиниться. В библиотеке Кётаро решает ретироваться, чтобы оставить Ямаду и Канаою одних, но за дверью библиотеки его ловит Сэрина и они вместе наблюдают, как Канаоя извиняется перед Ямадой, к недоумению последней, ведь Ямада считает себя виноватой за то, что отвлеклась, и даже не знала кто бросил в неё мяч. Размышляя о характере Ямады, Кётаро натыкается на неё на улице. Осмотрев его новый велосипед, она в шутку просит подвезти её, и он соглашается, после чего она дает ему крышку от бутылочки с парным снэком, вместо второй бутылочки, к его разочарованию. Доехав до места назначения, Анна дает ему вторую бутылочку, после чего Кётаро оторвав крышечку второй бутылки возвращает крышечку Анне, что вызвало у неё смех. Анна с подругами встречает Кётаро, в ресторане быстрого питания, где он сопровождает свою старшую сестру. Она спускается к нему, чтобы поговорить, но когда Кётаро начинает задавать вопросы, делает вид, что собиралась в туалет, но заблудилась, а затем уходит. Кётаро неожиданно для себя осознает, что она специально спустилась, чтобы поговорить с ним, но отказывается в это поверить. Маэда вызвал Анну в учительскую, из-за обнаруженных в мусорке оберток от снэков, и она берет с собой Итикаву, который играя роль адвоката, убеждает Маэду в отсутствии доказательств вины Ямады, и учитель, довольный непривычной разговорчивостью Итикавы, отпускает их. Благодарная Ямада заявляет, что теперь они с Итикавой друзья. |            |                                                                                  |                     |                 |                   |
| 05 | 05         | Мы разделились «Бокура ва хагурэта» (僕らははぐれた)                             | Такума Судзуки      | Хитоюки Мацуи   | 30 апреля 2023 г. |
| Класс делится на группы, чтобы отправиться на внеклассное занятие по экскурсиям на предприятия. Кётаро, при помощи софистики и обмана удается попасть в одну группу с Ямадой и её подругами, а также отправить Кандзаки в группу к Харе, к удовольствию Анны. Анна и Хара обсуждают отношения с мальчиками в библиотеке, при этом подслушивающий их разговор Итикава узнает, что Анна никогда и ни с кем раньше не встречалась, от чего он испытывает огромное облегчение. Хара обнаруживает Кётаро, но считает, что он никому не разболтает услышанное, и заинтересована тем, что Анна и Кётаро проводят так много времени вместе одни. Во время дождя, после школы, Кётаро собирается домой, одетый в не по размеру большой дождевик и его замечает Ямада. Она заявляет, что забыла свой зонт, и просит у него дождевик, чтобы сбегать до магазина за зонтом. Итикава отдает ей свой дождевик и после её ухода обнаруживает, что она забыла свой рюкзак, с кошельком и карточкой. Догнав её на полпути, он, доставая кошелек из её рюкзака, обнаруживает там и зонтик, к немалому смущению Ямады. Она утверждает, что зонт был сломан, но Итикава проверяет его работоспособность после возвращения. Ямада делится с ним купленным мороженым с мятным шоколадом, и Кётаро снова говорит себе, что любит её. Во время экскурсии в издательство манги вместе с Анной, её подругами и Адати, Кётаро пытается скрыть свой интерес к черновикам главы манги «Боец Баки». Анна понимает его заинтересованность и, растолкав окруживших черновики одноклассников, подводит Кётаро к ним. В лифте Анну прижимает к Кётаро, он пытается побороть своё возбуждение закрыв глаза на время спуска вниз, но открыв их он обнаруживает Анну смотрящей прямо на него, и по прежнему стоящую рядом, несмотря на то, что остальные уже покинули лифт. Позже Анна спрашивает его о том, какая манга ему нравится, и предлагает дать ему почитать романтическую мангу, которая нравится ей самой. Кётаро решает, что Анна издевается на ним, и скрывается в туалете, чтобы отойти от приступа ярости. Выйдя из туалета, он обнаруживает что его ждет только Ямада, и они неожиданно понимают, что все остальные уже садятся в поезд. Они пытаются догнать остальных, но поезд уезжает, и они остаются вдвоем на станции. |            |                                                                                  |                     |                 |                   |
| 06 | 06         | Я расплавил «Боку ва токасита» (僕は溶かした)                                    | Aкихито Cудо        | Aкихито Cудо    | 7 мая 2023 г.     |
| Ямада винит себя в том, что они опоздали на поезд и плачет. Считая, что виноват он, Кётаро покупает ей бутылку чая с молоком, что приводит Анну в ступор, потом говорит ей, что должен был громогласно объявить всей группе о том, что уходит в туалет. Представив себе такое объявление, Анна начинает веселиться. В поезде Ямада хватает Кётаро за рюкзак, боясь что они разделятся, и спрашивает его мнение насчет того, могут ли одноклассники встречаться друг с другом, и не лучше ли хранить такие отношения в тайне, но обуреваемый эмоциями Кётаро отвечает односложно, не в силах сконцентрироваться на разговоре. На следующий день, Кана замечает, что Кётаро начинает нравиться ходить в школу. Кётаро, приближаясь к школе, замечает у школьных ворот Ямаду, которая специально дожидалась его, чтобы отдать романтическую мангу, которую обещала дать почитать. Итикава стесняется читать такую мангу в школе, но Анна настаивает, чтобы он прочел её как можно быстрее. Адати замечает, что Итикава стал много общаться с Ямадой, и пытается выпытать у него, есть ли у Ямады парень, попутно рассказав Кётаро, что Ямада нравится ему, из-за её красоты и сексуальной привлекательности. Кётаро не нравится, что в Анне видят только внешнюю красоту, но он не может отрицать, что и ему тоже нравится её внешность, что приводит его к сомнениям, действительно ли он любит Ямаду по настоящему. В библиотеке вывешивают плакат про прямой запрет на прием пищи, и Итикава боится, что Ямада перестанет приходить туда. Ямада объявляет, что запрет её не остановит, что она знала о риске с самого начала, и Итикава в последний момент хватает её руку с конфетой, чтобы скрыть её от проходящего мимо библиотекаря, шокировав Анну, и ещё раз говоря себе, что все таки любит её. Анна просит его уйти, чтобы он не видел, как она слизывает расплавленную им конфету, Кётаро решает, что она больше не будет ходить в библиотеку, но она приходит на следующий день, и говорит, что теперь будет делать тут домашнее задание, при этом отказавшись от трети снеков. |            |                                                                                  |                     |                 |                   |
| 07 | 07         | Мы поменяли места «Бокура ва ирэкаваттэру» (僕らは入れ替わってる)                | Таро Кубо           | Хироаки Ёсикава | 14 мая 2023 г.    |
| Кётаро узнает, что Анна участвует в съёмках еженедельного развлекательного шоу на телевидении, но не успевает посмотреть выпуск. На физкультуре идет занятие по бегу, и Анна пытается догнать Кётаро, чтобы поговорить, но в итоге оба сбиваются с темпа и отстают. После занятия, она протягивает ему руку, чтобы он помог ей подняться, а на перемене он обнаруживает, что они перепутали куртки друг друга, и беспокоится за её репутацию, поскольку на куртке пришита большая нашивка с его именем. К ужасу Итикавы, Анна надевает его куртку, и носит её в классе и на обеде, после которого она зовет его в медпункт, где переодевается и отдает ему его куртку, тайком понюхав её перед возвращением. После этого она неожиданно предлагает измерить рост друг друга, но при измерении роста Кётаро, её грудь оказывает напротив его лица, и вызванное этим возбуждение приводит его в панику. В классе обсуждают новость, что Ямада получила роль в серьёзном кинофильме, но сама Анна не выглядит радостной. Маэда объявляет о смене мест, и Анне достается место перед Кётаро, рядом с ней садят Адати, а рядом с Итикавой Хоноку. Кётаро ревнует Анну к Адати, но есть более серьезная проблема: из-за роста Анны, Кётаро не видит доски со своего места. Зная, что та немного смущается своего высокого роста, он не может сказать ей об этом. Хара дает Кётаро свои записи, и обещает поговорить о рассадке с учителем, это замечает Ямада и начинает ревновать Кётаро. Кётаро заявляет Анне, что в классе он смотрит только на неё, пытаясь сказать, что не видит доску, что вызывает у Анны радость и затем смущение, когда она понимает, что это было не признание. Благодаря Харе их рассаживают, Анна теперь сидит позади Кётаро. В библиотеке он спрашивает насчет её роли в фильме, и видя её радость от вопроса, понимает, что отсутствие энтузиазма ранее было вызвано тем, что никто не поинтересовался её ролью. Анна говорит, что у неё есть реплика «Ты мерзкий!», которую она хочет отрепетировать с Кётаро. Они прячутся в тесной кладовке и она говорит, что фильм выйдет на экраны только через два года. Кётаро задается вопросом, каковы будут их отношения через два года, будут ли они по прежнему друзьями. Анна спрашивает его пойдет ли он в кино, чтобы посмотреть её фильм, и он смутившись отвечает, что постарается это сделать. Радостная, она уходит, заявив, что не может больше называть его мерзким. Кётаро удается посмотреть телешоу, в котором снимается Ямада и он обнаруживает, что испытывает облегчение, узнав что роль Анны в шоу значительно меньше, чем он себе представлял, и она ещё не скоро станет знаменитостью. |            |                                                                                  |                     |                 |                   |
| 08 | 08         | У меня есть мечта «Боку ва юмэ о мита» (僕は夢を見た)                            | Дали Чен            | Дали Чен        | 21 мая 2023 г.    |
| Кётаро, объясняя Кобаяси решение математических задач, узнает, что Ямада стала много говорить о нём своим подругам, но думает, что Анна насмехается над ним. Тихиро удивлена, что Итикава нормально общается и даже улыбается. Наступает время родительского собрания, и Кётаро из-за угла подсматривает как Ямада и её мама общаются с его матерью. Мама Итикавы довольна тем, что учителя стали хвалить её сына за участие в делах класса, и впечатлена знакомством с потрясающе красивой одноклассницей Кётаро, но забыв узнать её имя, спрашивает у него. Кётаро без тени сомнения называет фамилию Ямады, не зная, что та следует за ними и слышит их разговор. В библиотеке Кётаро замечает, что Анна сидит уже совсем близко к нему и, смущенный, уходит к полкам с книгам, а Анна просит его помочь ей с учебой. Ямада забыла убрать со стола леденец от горла, полученный от мамы Кётаро, и её снова чуть не ловит библиотекарь. Кётаро, заметив опасность, шепчет ей на ухо, что приводит Анну в состояние полного смущения. Во время дождя, забывший дождевик и промокший до нитки, Итикава встречает Ямаду на улице. Вернувшись домой он замечает, что она оставила в корзине его велосипеда свои вещи, включая гигиенические прокладки. Он нагоняет её у станции, и, вернув пакет, узнает, что прокладки были для её матери, а он мог не торопится. Дома у него начинается сильная лихорадка с высокой температурой, и на следующий день он остается дома. Анна приходит навестить его, но он падает в обморок, Анна помогает ему сесть на кровать и пытается его одеть, но когда он отключается, не может удержаться, чтобы не обнять его. Вечером Кётаро очнулся, и его сестра сказала, что ему оставили баварский крем и записку с пожеланием выздоровления. Спустя несколько дней Кётаро выздоравливает, а его мать рассказывает ему, что встретила у их дома Ямаду, которая явно волнуясь, справлялась о его здоровье. У школьных ворот, Кётаро встречает подкарауливающую его Анну, и узнает, что она подхватила легкую простуду, но не понимает, что от него. К ним подходит Тихиро, которая раскрывает, что Ямада сама купила баварский крем, но Итикава, поглощенный собственными мыслями, не слышит этого и не замечает смущение Ямады. |            |                                                                                  |                     |                 |                   |
| 09 | 09         | Я ненавижу Ямаду «Боку ва Ямада га кирай» (僕は山田が嫌い)                       | Пак Кёнсун          | Ёсиюки Сирахата | 28 мая 2023 г.    |
| Анна пытается получить контакт Кётаро в LINE, но он не понимает её намеков. В классе Моэко, пытаясь найти себе парня к Рождеству, решает получить контакты у всех парней класса. К её удивлению Анна горячо поддерживает эту идею и сразу идет к Итикаве. Моэко объявляет, что уровень Анны слишком высок, и сама обменивается с Кётаро контактами, что вызывает у Анны приступ ревности. Моэко отправляет Анну получать контакты у популярного одноклассника, и услышав как Ямада спрашивает контактные данные, Кётаро наконец понимает её намерения и срывает планы Моэко. Нандзё приглашает Тихиро в гости, чтобы сблизиться с Анной, и Ямада не может сказать Тихиро, что её просто используют, боясь её обидеть. Подруги Нандзё встречают Анну и Кётаро в библиотеке и спрашивают её, есть ли у неё парень. Анна несколько раз, сперва вежливо, затем решительно объявляет, что у неё нет парня, при этом прямо обращаясь к Кётаро, так, что даже знакомая Нандзё, Мамия, понимает ситуацию и уводит свою подругу, приведя затем Нандзё в библиотеку. Убедившись что их видит Харуя, Анна подходит к Кётаро и делает вид, что целует его, и Нандзё в задумчивости уходит с Мамией. Итикава в полном недоумении от поведения Анны, он идет в класс, где видит, как Моэко и Сэрина объясняют Тихиро, что Нандзё лишь использует её, чтобы добраться до Анны, что глубоко её шокирует. После уроков Тихиро заявляет, что не пойдет к Нандзё и они с Анной мирятся. Дома Итикава вспоминает ситуацию с Тихиро и придумывает теорию, которая на его взгляд полностью объясняет поведение Анны: она использует его для того, чтобы отогнать назойливого сэмпая. Пораженный этой мыслью он прекращает ходить в библиотеку и игнорирует Анну, вернувшись к чтению книг про убийства. Спустя три дня, Ямада нагоняет его в школьном коридоре и пытается узнать у него причины его поведения, думая, что это может быть вызвано её излишней близостью. Итикава пытается уйти без объяснений, но увидев слезы Анны, он вдруг понимает, что его теория противоречит тому, что он знает о ней, как человеке, и что он просто пытается защититься от возможного разочарования, ища повод возненавидеть её. Кётаро говорит Анне, что у него были дела, и что он вовсе не злится на неё, обрадованная девочка обнимает его, но тут же отшатывается, боясь, что такое проявление чувств спугнет его. Кётаро останавливает её, объяснив, что совсем не против и они обнимаются снова. Анна предлагает пойти домой вместе, и Кётаро соглашается. В понедельник 23его декабря, Анна, использовав в качестве предлога необходимость отдать Итикаве новые тома манги, обменивается с ним контактами в LINE и договаривается о встрече на следующий день, в канун Рождества. Они переписываются в LINE до самой ночи.       |            |                                                                                  |                     |                 |                   |
| 10 | 10         | Мы медленно шли «Бокура ва юккури аруйта» (僕らはゆっくり歩いた)                 | Рё Окубо Ёхэй Фукуй | Хироки Имамура  | 4 июня 2023 г.    |
| И Кётаро и Анна приходят на назначенную встречу на полчаса раньше. Анна предлагает сходить погулять вместо того, чтобы сразу отдать мангу, Кётаро соглашается, думая, что Ямада не знает, что канун Рождества это самое популярное время для свиданий. Анна приводит его в популярное кафе, где подают панкейки, и Кётаро начинает осознавать, что ситуация напоминает свидание, но отказывается поверить в это. Отстояв очередь и увидев меню, Итикава понимает что из-за высоких цен он не может себе позволить ничего, кроме кружки кофе, так как он не рассчитывал на визит в кафе. Он думает про то, что он и Ямада живут в разных мирах, и то, что они дружат в школе, не значит, что они могут дружить и вне её. Ямада просит Кётаро снять на телефон как она поедает панкейки, а затем отправляет ему отснятое в личный чат, но увидев что он смотрит на её видео слишком долго, просит его обратить внимание и на неё саму, что смущает их обоих. В магазине одежды, Анна пытается добиться от Кётаро слов «милая» в свой адрес, примеряя различные предметы гардероба. Во время примерки платья, Итикава, стоящий рядом с примерочной кабинкой Ямады, замечает, что в магазин заходит его сестра. Ямада хочет поздороваться с ней, но Кётаро говорит «не сейчас» и Анна прячет его в своей кабинке. Они оба смущены ситуацией, и Анна спрашивает Кётаро, сможет ли она познакомится с его сестрой в другой раз, он ей это обещает, а после хвалит платье, в которое она переоделась. Обрадованная его реакцией, Анна решает купить платье и повернувшись, случайно показала ему свой лифчик через открытую молнию на платье, что ещё больше их смутило. На улице Ямада волнуется, что Кётаро не понравилась прогулка. Поняв это он говорит, что не стал бы молчать, если бы ему что-то не понравилось, и Анна надевает ему красный шарф, утверждая что носила его утром, а сейчас он ей не нужен. Они вместе любуются на праздничные огни, и возвращаясь попадают в переполненный поезд, где хватают друг друга за руки, чтобы не потеряться. Выйдя из поезда Кётаро и Анна не отпускают руки и медленно идут по улице. Кётаро боится, что Ямада может догадаться о его чувствах к ней. Анна отпускает руку Кётаро неподалеку от своего дома, и когда Кётаро пытается поздравить её с Новым Годом, останавливает его говоря, что осталось ещё много времени, а затем развеселила Итикаву, прикинувшись Санта-Клаусом. Дома Итикава обсуждает со своим альтер-эго Нигорикавой, главным героем любимой манги Ямады, произошедшие события, и понимает, что у него есть шанс быть вместе с Анной. |            |                                                                                  |                     |                 |                   |
| 11 | 11         | Мы немного похожи «Бокура ва сукоси нитэйру» (僕らは少し似ている)                | Сигэ Фукасэ         | Сигэ Фукасэ     | 11 июня 2023 г.   |
| За четыре дня до Нового года, семья Кётаро отправляется в Акиту, чтобы навестить родителей его отца. Пытаясь сделать красивое фото снежного пейзажа, которое он пообещал Анне, Итикава падает со склона и ломает себе руку. Он делает свое селфи в гипсе и перед сном отправляет его Ямаде, думая что оно её позабавит, но Ямада немедленно звонит ему по видеосвязи, чтобы узнать что случилось. Кана просыпается и видит Ямаду на экране телефона Кётаро, тот в панике обрывает звонок, но выслушав его объяснения, сестра решает не дразнить его и ложится спать. Кётаро и Ямада снова созваниваются и разговаривают. На утро вся семья отправляется обратно в Токио из-за сломанной руки Кётаро. Перед этим он решает привезти Анне сувенир: брелок в виде собаки акита-ину, Кана покупает себе такой же, думая что брат купил его для себя. Во время обратной дороги Кана пытается намекнуть Кётаро, что Ямада слишком красива для него, боясь что он будет разочарован, но узнав от Кётаро, что именно Ямада приходила к нему во время болезни, она понимает, что у её брата есть шансы и начинает его поддразнивать. Кётаро встречает Анну, которая выгуливает своего пса Вантаро, но боится подарить ей брелок. Играя с собакой, Анна снова кладет свою руку в ладонь Кётаро, и объясняет, что красный шарф, который она дала ему на Рождество, был её подарком, но она боялась отдать его Кётаро, поэтому солгала об этом. Поняв что они с Ямадой похожи в своих сомнениях, Кётаро подарил Анне брелок, к её большой радости, а сам взял шарф. Они договорились, что вместе пойдут в храм на Новый год, но Итикава не успел сказать, что у него запланирован визит туда с семьей. Вечером 31ого декабря, Кётаро встречает в магазине Нандзё в компании Моэко и Мамии. Нандзё пытается уговорить Кётаро дать ему контакты Анны в LINE, но тот, несмотря на давление, отказывается. Моэко, наблюдавшая за этой сценой, просит Итикаву проводить её домой, заявив Нандзё, что они с Кётаро друзья. По дороге Кётаро признается Моэко в том, что он влюблен в Ямаду, на что та заявляет, что это было довольно очевидно. Попрощавшись с Моэко, он, поняв что впервые вслух сказал, что влюблен в Анну, звонит ей чтобы услышать её голос и поздравить её с Новым годом. Он решает, что обязательно признается Ямаде в своих чувствах. |            |                                                                                  |                     |                 |                   |
| 12 | 12         | Я хочу, чтобы ты узнала меня «Боку ва боку о ситтэ хосий» (僕は僕を知ってほしい) | Ясуси Томода        | Хироаки Ёсикава | 18 июня 2023 г.   |
| Чтобы встретиться с Анной, Кётаро планирует встречу с ней после визита в храм с семьёй, но привычка Анны приходить заранее срывает его планы. Анна знакомится с отцом и сестрой Кётаро, которых не видела раньше. Кана впечатлена красотой и ростом Ямады. У алтаря, Кётаро не может сомкнуть ладони в молитве из-за сломанной руки, и Анна прижимает свою ладонь к его. Кана приглашает Ямаду к ним домой, пользуясь тем, что родители отправились есть удон. Кана показывает Ямаде альбомы с фотографиями Кётаро в младшей школе и первого класса средней, а затем оставляет их вдвоем, тайком подкинув свой брелок Кётаро, чтобы у них с Анной были парные брелки. На фотографиях в альбоме из младшей школы Ямада замечает что Кётаро часто снят вместе с двумя мальчиками и Итикава объясняет, что это два его друга, которым, как он с горечью замечает, в отличие от него удалось поступить в частную школу. Анна замечает призы и награды в комнате Итикавы, а затем, к его замешательству, находит одну из книг про убийства. Он объясняет ей что интересуется психологией убийц, но она вместо отвращения, относится к этому с большим интересом. Случайно Анна обнаруживает под его одеялом, журнал с её фотографиями, которые он купил ещё летом, и пытаясь остановить её, Кётаро наваливается на неё сверху, что смущает их обоих. Извинившись за то, что копалась в его вещах, Ямада делает несколько фотографий его альбома на свой телефон, к недоумению Кётаро, который решил, что разрушил все отношения между ними, и убегает. Перед тем как уйти, Ямада обещает, что покажет ему свой альбом, но Итикава не может в это поверить. Ночью Итикаве снится сон с воспоминаниями о том, как он провалил экзамены в частную школу и потерял друзей, и о том как он отпугивал от себя книгами про убийства в первом классе средней школы. Утром мама и сестра отвозят его на машине в школу, где его встречает Ямада. Когда они остаются наедине, Кётаро говорит ей, что раньше он не любил школу, но благодаря ей он изменил своё отношение. Ямада отвечает, что в первую очередь он должен благодарить самого себя, за то, что всё таки пришел в школу и встретил её. Они обнимаются и он благодарит её. По дороге в класс, они встречают Моэко, которая решает, что они «сделали это», а Ямада делится с Кётаро конфетой. |            |                                                                                  |                     |                 |                   |

#### ONA
| 12,5 | Угрозы в моём сердце: Бонус «Боку но кокоро но ябай яцу: Цуияба» (僕の心のヤバイやつ ツイヤバ) | Китано Такуми, Сакураи Хироаки, Минами Вакаба, Токино Ао | Рюхэй Аояги, Сакураи Хироаки | 10 декабря 2023 г. |
| Часть 1. «Доброе утро». Ямада здоровается с Итикавой каждое утро, но тот никак не может набраться смелости, чтобы ответить ей. Заметив это, Ямада отводит его в укромное место, где он наконец желает ей доброго утра. Часть 2. «Тест на группу крови». В библиотеке Ямада просит Итикаву угадать её группу крови. Тот, задавая наводящие вопросы, предполагает, что у неё группа A, однако у неё оказывается группа AB. Сам Итикава не хочет выдавать свою группу крови, что позволяет Ямаде угадать, что его группа крови B. Часть 3. «Зловещие силы». В школе Итикава красуется перед зеркалом на лестничном пролёте в не по размеру большой спортивной форме, которую ему купили на вырост по его просьбе. Проходящая мимо Ямада, подходит к нему и передает ему обёртку от конфеты, спрятав свою руку в его рукаве, и показывает саму конфету на языке. Часть 4. «Любимая причёска». В библиотеке Ямада говорит, что согласно Моэко, парням больше всего нравится причёска «конский хвост», и спрашивает у Итикавы, какая причёска ему больше нравится. Итикава мысленно примеряет на Ямаду различные причёски и объявляет, что она будет выглядеть хорошо с любой. Смутившись, Ямада говорит, что она хотела узнать его мнение о женских причёсках в целом. Часть 5. «На перемене». На перемене Ямада идет вместе с Итикавой — случайно, как он считает. По дороге Итикава отлучается в туалет, и Ямада предлагает подержать его учебники. Пока она стоит рядом с туалетом, к ней подходят подруги, которым она объясняет, что ждет друга, а те предлагают ей пойти в класс вместе, их разговор слышит Итикава. Ямада заявляет подругам, что сперва ей надо зайти в учительскую, и Итикава решает, что та не хочет появляться с ним в классе на людях. Однако, когда он выходит из туалета, Ямада отдаёт ему учебники и предлагает идти в класс вместе. Часть 6. «Игры про зомби». В библиотеке Ямада спрашивает у Кётаро, убьёт ли он её, если она станет зомби, и тот отвечает, что убьёт. Ямада, прикидываясь зомби, начинает наступать на Итикаву, и тот стреляет в неё из воображаемого пистолета. Та падает, а Итикава, к недоумению Ямады, «стреляет» себе в голову, решив, что без Ямады ему жизнь не нужна. Часть 7. «Шоппинг с сестрой». Оказавшись с сестрой в магазине женской одежды, Кётаро смотрит на платье, думая о том, как хорошо бы в нем смотрелась Ямада. Заметив его интерес к платью, Кана собирается примерить его, к возмущению Кётаро. В ресторане Кётаро смотрит на сидящую напротив сестру и воображает, как бы вела себя Ямада на её месте, а увидев, как за соседним столиком девушка кормит своего парня с ложечки, представляет на месте девушки Ямаду с воображаемым бойфрендом, задаваясь вопросом, стала бы Ямада заниматься подобным. Воспользовавшись его задумчивостью, Кана кормит Кётаро с ложки, чем сильно его смущает. Часть 8. «Никуман». Ямада и Итикава покупают два разных никумана и стоят на улице, собираясь их съесть. Итикава говорит Ямаде, что никогда не ел никуман на улице и про себя надеется, что никто из знакомых не увидит их на улице вместе. Улучив момент, Ямада откусывает от его никумана, и он, смущаясь, начинает выбирать место подальше от её укуса, чтобы избежать так называемого «непрямого поцелуя», однако Ямада подсовывает ему в рот свой надкушенный никуман. Смущённый Итикава и довольная Ямада доедают свои никуманы. Часть 9. «Приятный запах». У Итикавы закончился шампунь, и он решает вымыть голову шампунем сестры, надеясь, что в школе этого не заметят, однако, к его ужасу, Адати сразу почуял в классе запах нового женского шампуня. Возвращаясь с Кётаро домой после школы, Ямада говорит, что чувствует приятный запах, и Итикава признаётся, что воспользовался шампунем сестры, хотя Ямада учуяла запах карри, который готовили неподалеку. Принюхавшись к волосам Кётаро, Ямада говорит, что не чувствует запаха, поскольку у них в этот день была физкультура. Часть 10. «Прогул». Во время уборки в школе Итикава жалуется Ямаде, что учеников заставляют убираться, вместо найма уборщиц, и Ямада предлагает сбежать вместе с уборки. Кётаро отвечает, что если никто не будет убираться, то коридор останется грязным, и, ускорившись, быстро заканчивает свою часть уборки. Ямада говорит, что если всё уже сделано, то это не прогул, берёт Итикаву за руку и бежит с ним по коридору, спрашивая на бегу, где тот хочет провести свободное время. Итикава говорит, что там, где никого нет, и Ямада, смутившись, спрашивает его о причине, на что тот отвечает, что тем, кто ещё работает, будет неприятно видеть, как они бездельничают. Часть 11. «Игры про зомби 2». В библиотеке Ямада спрашивает у Кётаро его мнение о том, сможет ли она убить его, если он станет зомби. Поняв, что теперь его черед играть зомби, Итикава начинает наступать на Ямаду, но та, закрыв глаза, не пытается сопротивляться. Ямада задаётся вопросом, как она поймёт, стал он зомби или нет, и предлагает в качестве теста способность назвать её по имени. Итикава говорит, что иногда зомби могут помнить имена, и Ямада говорит, что не сможет его убить. Часть 12. «Пока». В коридоре Итикава пытается попрощаться с Ямадой, и после долгих усилий ему удаётся выдавить из себя «Пока», что очень радует Ямаду. Часть 13. «Рождественский сапожок». В библиотеке Ямада доедает конфеты из подарочного рождественского сапожка и просит Итикаву надеть ей этот сапожок вместо школьного тапочка, что ему удаётся сделать с большим трудом. |                                                                                                |                                                          |                              |                    |

#### Список серий второго сезона
| № общий | № в сезоне | Название                                                                         | Режиссёр                       | Сценарист        | Дата премьеры      |
| --- | ---------- | -------------------------------------------------------------------------------- | ------------------------------ | ---------------- | ------------------ |
| 13 | 01         | Мы ищем его «Бокура ва сагаситэиру» (僕らは探している)                           | Ёсиюки Сирахата                | Рюхэй Аояги      | 7 января 2024 г.   |
| В классе Кётаро на короткое время становится в центре внимания из-за сломанной руки, но она мешает ему в занятиях и повседневных делах. Учитель Маэда предлагает Итикаве попросить помощи у кого-то из друзей, например Ямады, но тот, решив, что не может взваливать на неё такую ношу, отвечает, что они с Ямадой не так уж близки. Анна слышит этот разговор, обижается и начинает избегать Итикаву, однако не может оставить его наедине со своими проблемами и тайком просит Адати дать Итикаве списать конспект, который тот не успел сделать во время урока. Набравшись храбрости, Кётаро объясняется с Ямадой, сказав что на самом деле, больше всего хотел бы помощи именно от неё. В течение нескольких недель Ямада старается помогать Итикаве, но из-за своей неуклюжести порой создает ему проблемы. В один из дней, Ота показывает Адати и Кандзаки принесенный с собой в школу журнал с айдолами, где, к удивлению Кётаро, оказались фотографии Анны. После учебы, Ямада тоже показывает Итикаве этот журнал, сказав, что сниматься в нём было для неё интересным новым опытом, в отличие от её обычных съемок в журналах мод. Кётаро замечает, что ей очевидно нравится её работа, с чем Ямада радостно соглашается. На уроке домоводства Хара и Ямада обсуждают, то, чем они занимались на каникулах, при этом Ямада, мимоходом, проговаривается про то, что провела рождественский сочельник с Итикавой, а Хара, что встретила Новый год с Кандзаки. Хара окончательно укрепляется в своих подозрениях об отношениях Анны и Кётаро, увидев их парные брелки. В библиотеке Итикава случайно показывает Ямаде фотографию своего падения, и она в ужасе понимает, что тот сломал руку, пытаясь сделать фотографию, которую она попросила. Анну начинает мучить вина, она становится рассеянной и постоянно извиняется, это настолько заметно, что даже подруги Ямады приходят к Итикаве и начинают выяснять у него в чем дело, но он не успевает ответить, поскольку вернувшаяся Анна обнаруживает пропажу своего брелка, что окончательно выводит её из душевного равновесия. После уроков Итикава отправляется искать брелок на заснеженных улицах. Он встречает Ямаду, которая в слезах снова извиняется и говорит, что не может нигде найти его подарок. В этот самый момент Кётаро замечает брелок, который висит на ветке дерева. Он снимает его и говорит, что если бы не поднимал свои глаза на Ямаду, то никогда бы не заметил его. После этого он чихает, и Ямада предлагает ему зайти к ней домой, чтобы согреться. |            |                                                                                  |                                |                  |                    |
| 14 | 02         | Я становлюсь взрослее «Боку ва отона но нарикакэ» (僕は大人のなりかけ)           | Таро Кубо                      | Котаро Самэдзуки | 14 января 2024 г.  |
| Ямада приводит Итикаву в свою квартиру, где предлагает ему принять горячую ванну, чтобы согреться. После ванной, Кётаро обнаруживает, что вместе с его сырой одеждой, Ямада забрала и его трусы, оставив только собственную спортивную форму в качестве сменной одежды. Одевшись в форму на голое тело, он выходит из ванной комнаты, но снаружи его встречает игривый пёс Вантаро, норовящий стянуть с него брюки. Анна спасает положение, отругав пса и подтянув брюки Итикавы, после чего тот наконец смог добраться до своего белья. Они сидят вдвоем за столом с готовящимся набэмоно и рассматривают детский альбом Ямады. Итикава замечает стоящее в комнате пианино, и заметив его интерес, Ямада рассказывает, что с детства пыталась заниматься разными вещами от пианино до кэндо, но бросала, когда понимала, что у других получается лучше, чем у неё. Ямада, в слезах, говорит Итикаве, что боится, что люди вокруг неё слишком добры, чтобы сказать, что она им надоедает, и рано или поздно могут возненавидеть её. Итикава отвечает, что люди вероятно скажут об этом прямо, но она напоминает ему про случай, когда он два дня избегал её. Кётаро обнимает плачущую Анну и говорит, что дело было не в ней, это была его вина. Неожиданно вернувшаяся мать Ямады, заставляет Итикаву прятаться в комнате Анны, ему удаётся тайком выбраться из квартиры, но в лифте его, всё ещё в именной форме Ямады, увидел её отец. Итикава стирает форму дома и возвращает её Ямаде в школе. После того как ему снимают гипс, Кётаро замечает, что его голос начал ломаться. На занятиях по дзюдо, Ямаде достается неприятно пахнущая форма, и стесняясь этого, она не спаррингует. Увидев, что Анна стоит одна, Итикава подходит к ней, и она бросает его на татами. Кандзаки видя это, замечает, что Итикава и Ямада неплохо ладят. В библиотеке, Кётаро рассказывает про свой голос, что очень радует Ямаду, и она просит Итикаву, чтобы когда его голос изменится, он много раз называл её имя. |            |                                                                                  |                                |                  |                    |
| 15 | 03         | Я и Ямада «Боку ва Ямада то» (僕は山田と)                                        | Пак Кёнсун                     | Тэцуси Такаянаги | 21 января 2024 г.  |
| Ямада с подругами решают собраться у неё дома, чтобы приготовить шоколадные сладости для приближающегося Дня святого Валентина. Анна также приглашает и Кётаро, но он сомневается в уместности своего участия, особенно когда Кобаяси, пропустившая момент приглашения, решает, что Итикава случайно оказался рядом с домом Ямады. В квартире Ямады, её мать удивлена тем, что среди друзей её дочери оказался мальчик. Решив спасти ситуацию, Моэко заявляет, что Кётаро её парень, и это успокаивает мать Ямады. Компания занимается приготовлением сладостей, обсуждая при этом предпочтения Ямады в еде, но Моэко всё больше входит в роль "девушки Итикавы", что раздражает Ямаду и вызывает общее напряжение, от которого избавлена только легкомысленная Кобаяси, принявшая "отношения" Моэко и Кётаро за чистую монету. Итикава решает сбежать, но, понимая что нельзя оставлять неразрешенным такое недоразумение, признается матери Ямады, в том, что не встречается с Сэкинэ, и просит прощения за ложь. Ямада просит его остаться, они возвращаются на кухню и застают девочек, которые нервничают в присутствии отца Ямады, настоящего великана. Несмотря на пугающий вид, отец Ямады оказывается дружелюбным, и приглашает Кётаро поиграть с ним в видеоигры. После того как ребята пробуют приготовленные сладости, они расходятся по домам. По дороге наблюдательная Сэрина, к ужасу Кётаро и удивлению Моэко, замечает, что Итикава не первый раз посещает квартиру Ямады. Дома сестра Итикавы узнав, что тот занимался готовкой в окружении подруг Ямады, решает, что Кётаро собирает себе гарем. Ямада позвонив Итикаве, говорит ему, что она рада тому, что он пришел, и они обсуждают её родителей и их реакцию на него. Вечером Кана и Кётаро обсуждают его отношения с Ямадой и их возможное развитие. Итикава говорит, что всегда будет любить Ямаду, но его страшит то, что из-за того что у неё много знакомых и увлечений, она легко может забыть его, если они перестанут общаться. Кана говорит ему, что всё зависит от того, что именно он хочет, и Кётаро, к смущению их обоих, говорит, что хочет встречаться с Анной. |            |                                                                                  |                                |                  |                    |
| 16 | 04         | Ямада любит... «Ямада ва боку о» (山田は僕を)                                    | Рё Окубо                       | Хироаки Сакураи  | 28 января 2024 г.  |
| В День святого Валентина младшеклассницы задаривают Ямаду шоколадом в школе. Тем временем в классе мальчики быстро разбирают "гири-тёко", который Моэко раскладывает на парте Итикавы. В библиотеке Ямада предлагает Итикаве сыграть в шоколадное сёги, и когда Кётаро, по её мнению, выигрывает игру, заявляет, что как победитель он должен забрать себе все плитки шоколада, игравшие роль фишек. Итикава думает, что хоть он и получил шоколад от Ямады, но это явно гири-тёко, однако то, что она поделилась с ним снэками уже достаточно удивительно. Вместе с Ямадой они тайком наблюдают, как Хара дарит шоколад Кандзаки, а затем по дороге из школы Анна просит Кётаро подвезти её на велосипеде. По дороге Итикава говорит, что в Дне святого Валентина много часов, и не обязательно дарить шоколад в школе. Доехав до магазина, Ямада покупает шоколадное пирожное в виде сердца и они с Итикавой обсуждают чем отличается гири-тёко от шоколада, который дарят с любовью. Кётаро говорит, что ему надо сказать об этом прямо, но видя что Ямада расстроена, добавляет, что подарок в виде сердца могут неправильно понять. Ямада немедленно дает ему своё пирожное, размазывает шоколадное пятно на его лице в виде сердца и убегает. Итикава покупает в магазине коробку конфет, догоняет Ямаду и дарит конфеты ей. Вечером, Ямада ждет Кётаро у калитки его дома и они гуляют по улице, выгуливая Вантаро. Ямада спрашивает Итикаву, не дарил ли ему кто-нибудь шоколад, тот отвечает отрицательно и в свою очередь спрашивает, не дарила ли она кому-нибудь. Ямада говорит, что в этот раз не стала никому дарить гири-тёко, но несмотря на то, что Итикава вспоминает весь шоколад полученный за день от Ямады, он не понимает, что это значит. Анна дарит Кётаро самодельный шоколадный маффин, на котором нарисован символ катаканы ス, начало слова любовь (яп. スキ суки), но быстро отламывает половину и съедает сама, а потом начинает плакать, говоря, что не может ничего сделать правильно. Итикава успокаивает Ямаду, сказав что маффин очень вкусный и обняв её, а потом провожает домой. На следующий день в компании Адати и его друзей, Кётаро признается что получил шоколад на День святого Валентина, а сам Адати, решив, что орех в виде сердца на гири-тёко от Моэко несёт в себе скрытый смысл, думает об ответном подарке на Белый день. Вместе с Итикавой он подходит к Харуе Нандзё, и спрашивает у него совета. Нандзё утверждает, что мальчикам и девочкам не понять друг друга, с чем не соглашается Итикава. Высунувшись в окно, Ямада машет Итикаве, но когда Нандзё, приняв приветствие на свой счет, хочет помахать в ответ, Кётаро бросается вперед и машет ей, загораживая сэмпая. Смутившись своего поступка, он пытается сказать Нандзё о своих чувствах к Ямаде, но тот останавливает его, видя подбегающую Анну, которая уводит Кётаро с собой. |            |                                                                                  |                                |                  |                    |
| 17 | 05         | Я хочу знать «Боку ва сиритай» (僕は知りたい)                                    | Тосиюки Сонэ                   | Ёсиюки Сирахата  | 04 февраля 2024 г. |
| После школы Итикава говорит Ямаде, что будет ходить пешком, вместе с ней, а не ездить на велосипеде. Она достает билеты в кино, на романтическую мелодраму, и Кётаро предлагает ей сходить вместе. По дороге в кинотеатр Ямаде захотелось перекусить, и пара подходит к ресторанчику, где подают такояки. К ужасу Итикавы оказывается, что продавцом в ресторане работает его сестра, которая увидев их вместе решает, что у них свидание, несмотря на его отрицание. Анна замечает то, что Кётаро с интересом наблюдает за тем, как работает его сестра, и приглашает его посмотреть на её съемки, а перед уходом Итикава кормит Ямаду последним такояки. В кинотеатре Итикава, наблюдая над реакцией Ямады на фильм и вспоминая её игру в телефильмах, думает о том, что она видит мир другими глазами и является настоящей актрисой. После просмотра, Ямада беспокоится, что Итикаве не так понравился фильм, как ей, но Кётаро говорит Анне, что хочет узнать её получше. По дороге домой они играют в сиритори. В день съемок Кётаро будит спящую сестру рано утром, чтобы Кана одобрила его костюм. По дороге, он покупает пирожное, чтобы отдать Анне, но добравшись до места начинает паниковать из-за отсутствия толпы, среди которой он хотел спрятаться. Он видит работу фотографов и визажистов вокруг Анны, и занервничав от неуместности своего присутствия, убегает. Догнав его, Ямада говорит, что уже подумывала не бросить ли работу модели, однако именно он напомнил ей как это здорово. Итикава задумался, что случится если Ямаду уволят за бегство со съемок, и не лучше ли для него будет, если она станет обычной школьницей, но поняв, что работа моделью это часть её жизни, которая важна и для него, берет её за руку и бежит вместе с ней обратно на место съемок. Там Ямада знакомит Итикаву со своим менеджером, Сувой, и другими членами съемочной группы, а также с моделью Нико Кода. Сува говорит Итикаве, что Ямада много рассказывает ему о нём, и намекает что их отношения могут быть препятствием для её работы, но Итикава, к его удивлению, объясняет ему, что они не встречаются, и что он испытывает огромное уважение к ней. Возвращаясь со съемок в поезде, Анна спрашивает у Кётаро его мнение о своей работе, на что он показывает её фотографию со съемок, которую он тайком снял на свой телефон, и говорит, что она была очень красивой. |            |                                                                                  |                                |                  |                    |
| 18 | 06         | Ямада любит меня «Ямада ва боку га суки» (山田は僕が好き)                        | Такахиро Энокида               | Рюхэй Аояги      | 11 февраля 2024 г. |
| Учитель Маэда предлагает Кётаро выступить с речью для выпускников школы, в качестве представителя учеников. Итикава не в восторге от этой идеи, говоря, что он не подходит для роли образцового ученика, но Моэко раскрывает, что по результатам экзамена он оказался на втором месте среди всего потока, и остальные одноклассники тоже поддерживают его кандидатуру. Услышав это и увидев интерес Ямады, он соглашается сходить на репетицию, но она оказывается для него полным провалом: сильно нервничая, Кётаро говорит очень тихо, и никто в зале не может разобрать слова. Ямада, проходившая обучение на курсах ораторского мастерства, предлагает свою помощь, и отводит его в кладовку спортзала, чтобы тренироваться без помех. Анна спрашивает Итикаву, почему он не сказал ей, что попал в число лучших учеников школы, и он отвечает, что не считает школьные оценки настолько важными, важнее то, куда они помогут прийти. Девочка напоминает, что он уже видел то, как она выкладывается на своей работе, и хотела бы видеть и его старания. Их разговор прерывается признанием одной из школьниц в любви Харуе Нандзё. Ямада и Итикава тайком наблюдают, как Харуя отвергает признание, и соглашается с утверждением, что ему нравится Ямада. Услышав это, Кётаро объявляет Ямаде, что будет выступать на выпускном. Дома он, при помощи семьи, репетирует речь, делает себе новую прическу, но когда Итикава приходит в класс, а Анна замечает его новый стиль, ему начинает не нравится укладка и Ямада с подругами помогают ему привести волосы в порядок. Когда до начала церемонии остаются считанные минуты, Итикава обнаруживает, что забыл дома бумажку с речью. Он звонит сестре, надеясь что она успеет добраться до начала его выступления и в панике обдумывает варианты отказа. Увидев его волнение, Ямада успокаивает его и дает свой брелок на удачу. Несмотря на все усилия, Кана не успевает доехать вовремя и Кётаро обреченно идет на трибуну. Собрав волю в кулак и с помощью своего альтер эго Нигорикавы, Кётаро произносит великолепную речь, половину которой он смог придумать на ходу. Под аплодисменты он уходит с трибуны и падает без сил в руки Маэды, который относит его в медпункт. Когда в медпункте к Кётаро приходит Ямада, чтобы справиться о его самочувствии, появляется Харуя Нандзё, который хвалит Итикаву за речь и просит Ямаду о разговоре наедине. Итикава передает Ямаде её брелок, и отворачивается, готовясь при необходимости противостоять Харуе. Нандзё признается Ямаде в любви, но она говорит что любит другого. Кётаро окончательно осознает, что Анна любит именно его. Нандзё уходит из медпункта, в коридоре его ждут, тайком наблюдавшие за сценой признания, Моэко и Мамия. Спустя несколько секунд Итикава и Ямада в крайнем смущении покидают медпункт и расходятся в разные стороны, к недоумению всех, кто стоял в коридоре. |            |                                                                                  |                                |                  |                    |
| 19 | 07         | Нас переполняет «Бокура ва афурэ дэру» (僕らは溢れ出る)                          | Дайсукэ Эгути                  | Иппэй Итии       | 18 февраля 2024 г. |
| Ролик с выступлением Кётаро на выпускном стал популярным в Интернете, а сам Итикава, понимая что Ямада влюблена в него, опасается неосторожными действиями испортить их отношения. Кобаяси зовёт Ямаду в караоке, где собираются члены баскетбольного клуба, чтобы отметить выпуск своих семпаев. Узнав, что там будут и члены мужской баскетбольной команды, Итикава тайком следует за ними, но случайно встречает в коридоре выпускниц, восхищенных его речью, которые затаскивают его в комнату с баскетболистами, к удивлению Ямады и Кобаяси. Кётаро в панике сбегает в соседнюю комнату, проклиная себя за глупость, но вошедшая к нему Анна, заводит с ним разговор про свой отказ Нандзё, и Кётаро, решается сказать Ямаде, что следовал за ней из ревности, к её удовольствию. Позднее, в библиотеке, к нему подходит Хара и приглашает его и Ямаду, на двойное свидание с ней и Кандзаки, в Белый день. В день свидания, Итикава в поезде встречает Хару, и, осматривая прилавки магазинов, обсуждает с ней, что подарить Ямаде в качестве ответного подарка. Когда Хара показывает шляпку, Итикава представив Ямаду в такой шляпке, говорит, что это очень мило, не зная что за спиной стоят подошедшие Ямада и Кандзаки. Кандзаки в ярости, а Анна выглядит явно раздосадованной, и Итикава, поняв что причиной её досады является ревность, чувствует себя польщенным. В кондитерской Хонока и Ямада выбирают сладости, и в то время как Ямада набирает полную тарелку, Хара берет один кусочек, к огорчению Кандзаки. Он просит Хару есть побольше, и говорит, что специально позвал Ямаду, чтобы Хара меньше стеснялась своего аппетита. Итикава замечает, что если человек хочет изменить себя, то не надо ему мешать, думая при этом в том числе и о своём желании измениться. Кэнта соглашается, но говорит, что ему нравится Хонока вне зависимости от её веса, и дарит ей подарочный столовый набор. Позднее, наедине с Итикавой он объясняет, что именно Ямада помогла ему выбрать подарок, и удивляется насколько легко с ней общаться, несмотря её популярность. Ревнуя, Итикава требует, чтобы Кандзаки не разговаривал и не глазел на Анну, объявив, что Ямада - его, и это слышат вернувшиеся девочки. Ямада шокирована и смущена, а Итикава делает неловкую попытку замаскировать свои слова. На улице Кэнта извиняется перед Итикавой, что не понял его отношения к Ямаде. Кётаро, говорит, что Кандзаки наверное смешны его чувства к Ямаде, ведь они такая неподходящая пара. Однако Кандзаки говорит, что все знают, Итикаву как хорошего парня, а его речь была великолепной, и они с Ямадой хорошо подходят друг другу. Смущённый Итикава переводит разговор на отношения Кандзаки и Хоноки, спрашивая его, когда тот признается, и Кандзаки говорит, что признавался уже много раз, но Хара каждый раз не воспринимала это всерьёз. Пары расходятся, и Анна с Кётаро едут на поезде обратно в Мэгуро. Итикава просит Ямаду задержаться, и дарит ей самодельный маффин. Обрадованная Анна начинает есть угощение, но Кётаро останавливает её, и девочка достаёт из маффина пакетик, в котором лежит цепочка-браслет с украшением в виде косточки. Смутившись своего подарка, Итикава пытается убежать, но Ямада догоняет его и просит надеть браслет ей на руку. Она показывает свою руку с браслетом, спрашивая как ему нравится, и мальчик отвечает, что это настолько мило, что он готов умереть. Ямада начинает плакать от счастья, а Итикава, вытирая её слезы, думает про то, что это ещё один шаг в их отношениях.          |            |                                                                                  |                                |                  |                    |
| 20 | 08         | Мы засиделись допоздна «Бокура ва ёфукаси сита» (僕らは夜更かしした)             | Ёсиюки Сирахата                | Хироаки Ёсикава  | 25 февраля 2024 г. |
| Адати хочет подкинуть подарок на Белый день в шкафчик для обуви Сэкинэ, но тот выпадает от его небрежного броска, и Итикава, пытаясь положить его обратно, кладёт его в шкафчик Ямады, которая, вместе с Моэко застают его за этим. Вернувшийся Адати, подталкиваемый своей матерью, благодарит Сэкинэ за шоколад на День святого Валентина, но ни она, ни Ямада так и не поняли, что подарок был от него. В школе Маэда прощается с классом, Итикава обменивается контактами с Адати, Кандзаки и Отой, а Кобаяси пытается убедить Маэду, что она вовсе не дружит с Ямадой и остальными девочками, из-за слухов, что компании друзей будут стараться разбивать при распределении по классам. После уроков Итикава и Ямада встречаются в школьном спортзале, Анна предлагает ему сыграть один на один в баскетбол, на желание. Итикава загадывает, что если он попадёт мячом в корзину, то признается Ямаде, но мяч, после его броска, выпадает из корзины, и его забивает туда Ямада. В качестве своего желания, она просит у Итикавы разрешения называть его Кё, но их прерывает Маэда. Возвращаясь поздно вечером с подготовительных курсов, Итикава встречает на станции Ямаду. По дороге, Анна называет его "Итикава" и Кётаро думает, что либо он не расслышал её в спортзале, либо она не поняла, что он совсем не против, чтобы она называла его Кё. Неожиданно, он замечает, что кто-то преследует их на темной улице. Кётаро бросается на защиту Ямады, но преследователем оказывается его отец, который просто шёл сзади, не решаясь беспокоить сына. От отца Итикавы, Ямада узнаёт, что Кётаро празднует своё четырнадцатилетие, и Итикава приглашает её к себе. Во время празднования, Анна шепотом поздравляет его, назвав Кё. Кана предлагает Ямаде остаться у них на ночь, и та соглашается, что приводит к панике у Кётаро, но он старается сохранять хладнокровие. Поздно ночью, Итикава застает Ямаду за чтением сценария фильма, в котором ей предстоит сниматься. Он дает Анне баночку амадзакэ, вспомнив, что она очень мало ела на вечеринке. Ямада рассказывает ему, что никак не может передать подростковое бунтарство, которое требует её роль, и Итикава говорит, что он сам злится на столько на родителей, сколько на самого себя, Ямада утешает его, и говорит, что теперь, благодаря ему, она сможет лучше сыграть эту роль. Они сидят допоздна, и уходя, Итикава накрывает Ямаду одеялом и желает ей спокойной ночи. |            |                                                                                  |                                |                  |                    |
| 21 | 09         | Мы дали обещание «Бокура ва якусоку сита» (僕らは約束した)                       | Таро Кубо                      | Такаюки Инагаки  | 03 марта 2024 г.   |
| Утром, во время умывания, Ямада выясняет, что родные Итикавы называют его Кё, и говорит, что будет звать его Кётаро. Они расстаются, и Ямада отправляется на съемки фильма в Хиросиму. Итикава встречает цветение сакуры вместе с Адати и его компанией, обсуждая скандальную историю с коллегой Ямады по агентству, которая ночевала дома у парня, когда к ним присоединяются Моэко, Тихиро и Сэрина. Моэко говорит, что знаменитостям тоже можно ночевать у парней или целоваться, однако подчеркивает, что для этого они должны встречаться. Итикава понимает, насколько неосмотрительным было приглашение Анне переночевать у него, и переживает из-за этого. В то время как Ямада занята подготовкой к съемкам, Кётаро, просматривая её аккаунт в соцсети, в ужасе видит селфи, которая она сделала у него дома, и что один из её читателей, под ником pigman*1209, заметил это, сделав предположение что Анна сделала фотографию в доме своего бойфренда. Просмотрев публикации pigman*1209, Итикава приходит к выводу, что это ярый фанат Ямады, который просто помешан на ней. Через личные сообщения, он просит pigman*1209 прекратить писать вещи, которые могут повредить Анне, но тот блокирует его. Ямада блестяще отыгрывает свою роль в фильме, и позвонив Кётаро, рассказывает ему об этом, поблагодарив за то, что тот поделился с ней своими чувствами. Итикава рад тому, что их совместная ночевка принесла пользу, но обеспокоен тем, что она не пришлась по душе родителям Ямады. Прочитав новые посты от pigman*1209, Итикава начинает волноваться за безопасность Ямады. Во время видеозвонка, Ямада, обернувшись к подошедшей сзади фигуре, роняет телефон в воду. Кётаро подавлен, он волнуется за Анну, но не знает, что можно предпринять и ждет у двери её квартиры до позднего вечера, когда его застает, вернувшийся с работы, отец Ямады. Тот приглашает его в дом, чтобы мальчик согрелся. Анна звонит отцу, чтобы сообщить, что уронила телефон, обернувшись к неожиданно подошедшей матери, и пересылает ему грубо нарисованную карты дороги к дому Итикавы. Поняв кому предназначалось сообщение, отец Ямады перезванивает Анне на телефон её матери, и передает Итикаве трубку. Ямада объясняет ситуацию, а Кётаро успокаивает её. После звонка, Кётаро и Анна одновременно говорят отцу и матери Ямады, что они влюблены друг в друга, Итикава также просит у отца Ямады прощения за ночевку. Родители Ямады относятся к этому признанию с пониманием, а отец Ямады дает Кётаро свой игровой идентификатор, и предлагает сыграть вместе. На следующий день, листая сообщения pigman*1209, Итикава узнает, что тот собирается увидеть Ямаду в раменной. Итикава немедленно бежит туда, чтобы защитить Ямаду, но встречает там только её и её коллегу, Нико. Он присоединяется к ним, и быстро выясняет, что под ником pigman*1209 скрывалась Нико Кода. Поговорив с ней, Итикава понимает, что Нико восхищена не настоящей Ямадой, а её гламурным образом, и чувствует своё превосходство перед ней. Он обменивается с Нико контактами, и требует, чтобы она прекратила публиковать личную информацию Анны. В поезде он просит у Ямады помнить о своей репутации и не быть с ним слишком близкой на людях. Понимая, что её карьера и безопасность волнуют Итикаву, Анна обещает ему это. |            |                                                                                  |                                |                  |                    |
| 22 | 10         | Я хочу быть ближе к Ямаде «Боку ва Ямада ни тикадзукитай» (僕は山田に近づきたい) | Пак Кёнсун                     | Хироаки Сакураи  | 10 марта 2024 г.   |
| Кётаро приходит в школу в первый день нового учебного года, и волнуется о том, попадет ли в один класс с Анной, однако она радостно встречает его в новом классе, назвав его по имени и привлекая всеобщее внимание. Моэко пытается прикрыть парочку, утверждая что Ямада дружелюбна со всеми. Все подруги Ямады, кроме Хары оказались в новом классе, однако Кобаяси не может найти себя в списках классов, и только после визита в учительскую к Маэде, узнаёт, что тоже попала в класс Ямады. После уроков, когда Анна и Кётаро остаются одни в классе, она дарит ему подарок на прошедший день рождения — поясную цепь для кошелька. Она стала надевать её на пояс Итикавы, но неожиданно вернувшиеся одноклассники, Моэко, Андо и Хандзава, вынуждают пару спрятаться под учительским столом. Андо, которая была свидетелем излишне теплой встречи Анны и Кётаров в классе, спрашивает у Моэко, встречаются ли эти двое. Сэкинэ отвечает, что не знает, но никаких запретов на отношения для Анны нет. Андо рассказывает, что в прошлом классе они устроили флешмоб для парочки, вынудив их признаться друг другу, на что Хандзава замечает, что в дальнейшем они расстались. Канна хочет повторить флешмоб с Анной и Кётаро, к ужасу последнего. Когда девочки уходят, Анна спрашивает у Итикавы, встречаются ли они. Вылезая из под стола, Ямада наступает на цепочку, штаны Кётаро сползают, и вернувшаяся Моэко застает их в двусмысленной позе. После школы Итикава идет домой с компанией Адати, который попал в другой класс. Итикава говорит Адати, что он рад что попал в один класс с Ямадой, поскольку они с ней хорошие друзья. На следующий день, в библиотеке Кётаро хвастается Анне, что вырос на 6 см за этот год. Ямада очень довольна этим, и предлагает оставить отметки их роста, на внутренней стороне книжного стеллажа. Она делает отметку первой, проводя черту маркером и подписывая „Кё“, а Итикава подписывает её отметку „Анна“, к её радости и смущению. Итикава говорит, что раньше не хотел взрослеть, но сейчас хочет быть физически ближе к Ямаде, имея ввиду рост. Он собирается признаться, но их прерывает Юринэ. Смущенная увиденой сценой, Хандзава покидает библиотеку, выронив свою книгу. На следующий день Хандзава просит Ямаду поменяться с ней местами, чтобы усадить её рядом с Итикавой, но тот, помня про флешмоб Андо, старается вести себя отстраннено с Ямадой, и тревожится что её это обидит. Вечером он видит на столе Ямады книгу, которая выронила Юринэ в библиотеке. В книге он находит и читает начало письма Ямады к Хандзаве, где она просит не вмешиваться в её отношения с Итикавой, дать им идти своим чередом, и что она очень ценит эти отношения. Смущенный, Кётаро прекращает читать письмо, и на следующий день не пытается излишне отстраняться от Ямады. |            |                                                                                  |                                |                  |                    |
| 23 | 11         | Я не хочу проиграть «Боку ва макэтакунай» (僕は負けたくない)                     | Минами Хонма                   | Рюхэй Аояги      | 17 марта 2024 г.   |
| Кётаро приглашают участововать в игре в кибасэн на школьном спортивном фестивале в качестве наездника, но тот отказывается. В школьном туалете Адати сообщает Итикаве, что будет наездником в своей команде и вспоминает, что на прошлом спортивном фестивале Итикава повредил руку, пытаясь уберечь Ямаду от падения. В коридоре Итикава также вспоминает этот момент, и то, как плохо он думал про Ямаду в то время. Подошедшая Ямада находит на его руке шрам, оставшийся после той травмы и извиняется. Это видит Адати и вызывает Кётаро на бой один на один в кибасэн, Итикава соглашается. На следующий день Итикава бежит по улице, тренируясь перед фестивалем. Он думает, что это состязание совершенно бесмысленно, но не хочет проигрывать. Остановившись отдохнуть он встречает Ямаду, которая выгуливает собаку. Ямада догадывается что Итикава тренеруется перед фестивалем и предлагает пробежаться вместе с ним. Они бегут до её дома, и Анна предлагает Кётаро зайти в гости. В её квартире Ямада достает роликовый тренажер для пресса, который использует сама, и тяжелую гантель, с которой тренируется её отец. Итикава, думая о том, что Адати настроен серьезно по отношению к Анне, не собирается уступать ему, отрывая при этом гантель от пола и едва не уронив её. Ямада говорит, что удивлена тому, что Кётаро принял вызов, и просит его не брать обед на фестиваль. Перед фестивалем класс надевает повязки, а Ямада пишет фломастером на лбу Итикавы „Кё“, и надевает поверх повязку, сказав, что он не должен снимать её. Во время фестивали настырная Андо подменяет бумажку с заданием для эстафеты на свою, где написано, что для победы нужна парочка, но Ямада подставляет вместо себя своих родителей, а Канну дисквалифицируют за жульничество. Перед началом игры в кибасэн, начинается дождь и состязание едва не отменяют, но Адати и Итикава убеждают учителей провести его. Во время игры Адати и Итикава выясняют свои отношения, Адати выигрывает игру, срывая повязку с Итикавы в падении, но понимает, что окончательно проиграл в борьбе за Ямаду. После фестиваля, Ямада навещает Итикаву в медпункте, куда он попал после падения. Анна приносит ему собственноручно приготовленное бэнто, которое он находит очень вкусным, но чрезмерно большим, и говорит, что Кётаро выглядел очень круто во время состязания. |            |                                                                                  |                                |                  |                    |
| 24 | 12         | Я хочу ей сказать «Боку ва цутаэтай» (僕は伝えたい)                              | Хитоми Эдзоэ                   | Котаро Самэдзуки | 24 марта 2024 г.   |
| Наступает лето, и школьники переодеваются в летнюю форму. В классе у Ямады хорошее настроение, и Кобаяси спрашивает её, не прошла ли она на прослушивание, но Ямада прерывает её, а затем, вошедшая в класс учитель Мория, просит всех сесть по местам. Она сообщает о назначенной дате школьной поездки в Киото и Нару и предлагает всем поделиться на группы. К Итикаве подходит Кандзаки и спрашивает его не пойти ли им в группу с Ямадой, тот, смущаясь, подходит к девочкам и предлагает присоединиться к их группе, но Кобаяси говорит ему, что это группы для распределения по спальным комнатам, а Кандзаки говорит Итикаве, что он имел ввиду не Анну, а одноклассника с той же фамилией. Ямада мрачнеет, видя дату назначенную для поездки, а вечером во время видеозвонка Кётаро, она пытается ему что-то сказать, но видя лежащие вокруг него брошюры школьных поездок, выключает камеру и говорит, что всё в порядке. В поезде Итикава едет рядом с Хандзавой, которая просит его быть осторожным, так как Канна Андо очень хочет заставить его и Ямаду признаться, и даже нарезает конфетти для празднования. Группы Ямады и Итикавы оказываются вместе на экскурсии в парке, где Ямада пытается покормить оленей. Итикава понимает, что Ямада симулирует энтузиазм, это же говорит ему и Кобаяси. Он обдумыает это за ужином, но не понимает в чем дело. Во время бани, Адати, который из-за попытки пробраться в женскую баню, пропустил свою очередь купаться, предлагает ему и Кандзаки померяться размерами пенисов. В женской бане, одноклассницы Анны завидуют её фигуре, а Кобаяси, наедине, спрашивает у Ямады, нравится ли ей поездка. После бани, Кётаро встречает на лестнице Ямаду, и ловит телефон, который вылетел у неё из рук. Он видит на экране телефона запись календаря, с сегодяшней датой и прослушиванием на роль главной героини любимой манги Ямады. Он отдает телефон, но не успевает задать вопрос, так как его прерывает подошедший Адати, громогласно заявивший, что Итикава показал себя неожиданно хорошо в их "битве членов". Смущенная Анна убегает, а Итикава, заметив разочарованную Канну с подносом полным конфетти, благодарит Адати за срыв флешмоба. Вечером в спальне, Кётаро продолжает обдумывать поведение Ямады, а Кандзаки вышедший вместе с ним на балкон, говорит что комната Хары прямо под ними, и идет спать. Итикава обсуждает Ямаду со своим воображаемым альтер эго. Тот считает, что всё дело в том, что Ямада думает о поцелуе во время школьной поездки, описанном в томе её любимой манги, который они оба читали перед поездкой, но Итикава говорит, что она думает о чем то более серьёзном. Неожиданно он слышит голос Ямады, которая репетирует сцену признания из манги, на балконе ниже, а потом безвольно опускается на пол, говоря себе, что "радуется поездке". Кётаро понимает, что Анна хотела поехать на прослушивание, но отказалась от своей мечты, зная как эта поездка важна для него. Он находит Ямаду в коридоре, и пытается объяснится с ней, однако появившаяся Мория, приняв его за Кобаяси, заталкивает их обоих в комнату девочек, где Ямада прячет Итикаву под своим одеялом. |            |                                                                                  |                                |                  |                    |
| 25 | 13         | Я, мы, влюбились «Боку то ватаси но коигокоро» (僕と私の恋心)                    | Дайсукэ Эгути, Ёсиюки Сирахата | Даити Акитаро    | 31 марта 2024 г.   |
| Оказавшись в ловушке, под одеялом Ямады, в комнате полной девочек, Итикава впадает в панику. Девочки начинают говорить про любовь, и Моэко замечает, что взрослые обходятся без признаний в любви. Итикава понимает, что речь идёт про секс. Кобаяси выключает свет, а Анна прижимается к Кётаро, спрашивая его, является ли она взрослой. Они почти целуют друг друга, но Итикава говорит, что хочет ей кое-что сказать. Ямада вскакивает от неожиданности, и девочки, к ужасу Итикавы, замечают, что одеяло Анны выглядит странно. К счастью, в этот момент за окном появляется Кандзаки, который попытался попасть к Харе в соседнюю комнату по связанным простыням, но застрял по дороге. Девочки в панике выбегают, зовя учителей, а Итикава пользуется этим шансом и уходит. На следующий день, во время экскурсии, школьники гуляют среди тории, и Ямада с Итикавой улучают момент и отделяются от остальной группы. Анна надевает маску кицунэ и спрашивает у Итикавы нравится ли тому поездка. Кётаро отвечает, что поездка нравится ему больше, чем он рассчитывал и в свою очередь, спрашивает нравится ли она ей. Ямада отвечает что нравится, но Кётаро снимает с неё маску, и спрашивает, почему тогда она выглядит такой расстроенной. Не в силах больше сдерживаться, Ямада плачет и говорит, что несмотря на то, что эта школьная поездка так важна для него, она могла думать только о прослушивании. Итикава надевает её маску на себя и заявляет, что он сильнее, чем она думает, рассказывает, какой унылой была его жизнь до встречи с ней, говорит что теперь у него есть друзья и круг общения, так что, даже без неё рядом, он сможет радоваться этой поездке, и что именно она сделала его мир ярким. Он снимает маску и, в слезах, признается ей в любви. В этот момент Канна Андо замечает их отсутствие и объявляет общий сбор участников флешмоба. Кётаро хватает Анну за руку и бежит с ней в сторону вокзала, где говорит ей садиться на поезд и ехать на прослушивание. Он передает ей запас снеков, который взял с собой в поездку, зная, что Ямада уничтожит свои запасы в первый же день. Анна хочет ответить на его признание, но её прерывает появившаяся Кобаяси. Тихиро говорит, что она решит все вопросы с учителями, а Кётаро говорит Анне, что все будет хорошо и Ямада уезжает. Хара, которую вместе с Кандзаки поймали флешмоберы, требует от Канны прекратить флешмоб. Итикава хорошо проводит оставшееся время школьной поездки, но по пути домой постоянно думает о том, как хочет увидеть Ямаду. Она присылает ему сообщение, что хочет встретиться на их обычном месте. Не заходя домой, Итикава обегает все их памятные места, пока не добирается до библиотеки, где его ждет Анна. Кётаро спрашивает как прошло её прослушивание, и Ямада говорит, что не уверена в результате. Анна говорит, что в сущности она слабый, нерешительный, полный негативных мыслей и завистливый человек, но она любит себя такой какая есть, что для неё очень ценны и важны все те, кто её окружает, и что это она поняла благодаря ему. Ямада называет его полным именем, и говорит, что для неё он важнее и ценнее всех, и что она любит его. Она спрашивает, хочет ли он встречаться с ней, и Кётаро отвечает согласием. Затем они пытаются поцеловаться, но лишь неловко стукаются лбами и смеются, Анна целует Кётаро в щёку и убегает. Шокированный случившимся Кётаро некоторое время стоит в опустевшей библиотеке, думая о том, что всё это нереально, а потом, собравшись с духом, догоняет Анну и берет её за руку. |            |                                                                                  |                                |                  |                    |

### Ранобэ
25 сентября 2024 года под импринтом MF Bunko J издательства Media Factory выпущено ранобэ, являющееся спин-оффом основной серии. Содержит четыре истории, написанные Котой Нодзоми и проиллюстрированные автором манги Норио Сакураи и художником с псевдонимом Сунэ.
| № | Дата публикации     | ISBN                   |
| - | ------------------- | ---------------------- |
| — | 25 сентября 2024 г. | ISBN 978-4-0468-4008-0 |

## Приём

### Рейтинги и продажи
В ежегодном справочнике Kono Manga ga Sugoi! издательства Takarajimasha манга заняла третье место в списке лучшей манги 2020 года для читателей-мужчин. В рейтинге «Комиксы 2020 года, рекомендованные сотрудниками национальных книжных магазинов» интернет-магазина Honya Club манга заняла тринадцатое место из общего числа в пятнадцать работ. По итогам организованного на аниме-выставке AnimeJapan в марте 2020 года опроса «Самая желанная аниме-адаптация манги» The Dangers in My Heart заняла четвёртое место из десяти. В 2021 году по результатам этого же опроса манга заняла первое место. В конце января 2021 года манга заняла восьмое место в рейтинге «Комиксы, рекомендованные издателями комиксов» магазина Honya Club.
По данным на февраль 2022 года общий тираж манги составил более 2 миллионов проданных копий.
В июне 2023 года, телеканал TV Asahi, по результатам своего годового финансового отчета, объявил что аниме-адаптация заняла первое место по глобальным продажам среди аниме в блоке NUMAnimation.
К сентябрю 2023 года тираж манги достиг 3 миллионов проданных копий. 10 мая 2024 года Норио Сакураи написала в своём аккаунте в социальной сети X, что продажи манги достигли 5 миллионов проданных копий.

### Награды и номинации

#### Манга
| Год  | Награда             | Результат  | Категория                                       | Прим.         |
| ---- | ------------------- | ---------- | ----------------------------------------------- | ------------- |
| 2018 | Next Manga Award    | Номинация  | Лучшая веб-манга                                | [ 63 ]        |
| 2019 | Next Manga Award    | 5-е место  | Лучшая веб-манга                                | [ 64 ]        |
| 2020 | Манга тайсё         | 11-е место | Лучшая манга                                    | [ 65 ] [ 66 ] |
| 2020 | Next Manga Award    | Победа     | Лучшая веб-манга                                | [ 67 ]        |
| 2020 | Tsutaya Comic Award | 4-е место  | Гран-при                                        | [ 68 ]        |
| 2021 | Tsutaya Comic Award | Победа     | Гран-при                                        | [ 69 ] [ 70 ] |
| 2024 | E-book Manga Award  | 7-е место  | Хочу прочесть это прямо сейчас! Избранная манга | [ 71 ]        |
| 2025 | Japan Expo Awards   | Номинация  | Премия «Дарума» за лучшую романтическую мангу   | [ 72 ]        |

#### Аниме
| Год  | Награда                  | Результат | Категория                                     | Номинант                            | Прим.  |
| ---- | ------------------------ | --------- | --------------------------------------------- | ----------------------------------- | ------ |
| 2024 | Asian Television Awards  | Победа    | Лучшая 2D-анимационная телепрограмма          | The Dangers in My Heart (2-й сезон) | [ 73 ] |
| 2025 | Anime Trending Awards    | Победа    | Лучший подбор голосов                         | The Dangers in My Heart (2-й сезон) | [ 74 ] |
| 2025 | Anime Trending Awards    | Победа    | Пара или шип года                             | Кётаро и Анна                       | [ 74 ] |
| 2025 | Anime Trending Awards    | Победа    | Парень года                                   | Кётаро Итикава                      | [ 74 ] |
| 2025 | Anime Trending Awards    | Победа    | Романтическое аниме года                      | The Dangers in My Heart (2-й сезон) | [ 74 ] |
| 2025 | Crunchyroll Anime Awards | Номинация | Лучшая повседневность                         | The Dangers in My Heart (2-й сезон) | [ 75 ] |
| 2025 | Crunchyroll Anime Awards | Номинация | Лучший романтический сериал                   | The Dangers in My Heart (2-й сезон) | [ 75 ] |
| 2025 | Japan Expo Awards        | Номинация | Премия «Дарума» за лучшее романтическое аниме | The Dangers in My Heart (2-й сезон) | [ 72 ] |